# Mahamadou Diarra
Mahamadou Diarra (Bamako, Malí, 18 de mayo de 1981) es un exfutbolista maliense que se desempeñaba como centrocampista. Diarra es el único futbolista africano que ha ganado 6 campeonatos de liga en Europa en toda la historia, 4 en Francia y 2 en España, además de forma consecutiva, entre 2003 y 2008.

## Desarrollo y su paso por el fútbol
Su primer equipo fue el OFI Creta, que le ofreció una prueba a comienzos de la temporada 1998/99. Así, firmó su primer contrato profesional. Al final de esa temporada fichó por el Vitesse Arnhem. En 2002/03 ficha por el Olympique Lyonnais, fichaje que coincide con la explosión de este equipo. En el equipo galo debuta en competición europea y juega en su primera temporada la UEFA Champions League. Está en Lyon hasta el verano de 2006, y en estas cuatro temporadas gana todas las ligas que disputó y dos Copas de Francia, la de 2003 y 2005. Desde finales de 2005, y sobre todo primavera de 2006, se intensifican los rumores que le situaban en la órbita del Real Madrid. El día 19 de agosto ficha por la entidad madrileña por 26 millones de euros, siendo presentado el día 22 de agosto.

## Lesión de gravedad
El 11 de octubre de 2008, Mahamadou Diarra sufrió una meniscitis en la rodilla derecha con sinovitis en un encuentro con la Selección de Malí ante Chad. Tras reaparecer el 30 de octubre en el choque copero ante el Real Unión, Diarra volvió a recaer el 30 de noviembre. Tras ser intervenido se comprobó que sufría una lesión grave de rodilla con un tiempo estimado de baja de seis a nueve meses lo que hizo que fuera dado de baja en su ficha para el resto de la campaña.
Tras 9 meses de baja, vuelve a una convocatoria con el Real Madrid en agosto de 2009.

## Últimos años de su carrera
Tras un año poco participativo, donde Pellegrini no contó con él, con la llegada de José Mourinho al banquillo madridista la situación del jugador en el equipo no hace sino empeorar. Pasa de ser suplente fijo para Mourinho a no ser convocado en la mayor parte de los partidos de la temporada 2010/11.
Finalmente, el 27 de enero de 2011, con la llegada de Emmanuel Adebayor proveniente del Manchester City al Real Madrid hasta final de temporada, es destituido de su ficha y traspasado al Mónaco con la carta de libertad, por lo que su coste es de 0 €. De este modo acaba la etapa del jugador en el Real Madrid y empieza una nueva en el Mónaco donde espera recuperar la confianza de un equipo. A pesar de jugar casi todos los partidos se fue al descenso con dicho equipo francés. Ficha en la temporada 2011-12 por el Fulham inglés.

## Religión
Diarra es musulmán y antes de empezar cualquier partido reza. Diarra realiza todos los años el Ramadán, (excepto en el 2009 que para poder recuperarse más rápidamente de la lesión que le hizo estar 9 meses fuera de los terrenos de juego, no la realiza porque se acoge a que esta enfermo) y eso hace que le tengan que preparar un plan especial para mantenerse en las mejores condiciones físicas posibles. Lleva en su muñeca izquierda una muñequera con los colores de su país, Malí.

## Clubes
| Club              | País         | Año         |
| ----------------- | ------------ | ----------- |
| OFI Creta         | Grecia       | 1998 - 1999 |
| Vitesse Arnhem    | Países Bajos | 1999-2002   |
| Olympique de Lyon | Francia      | 2002-2006   |
| Real Madrid       | España       | 2006-2011   |
| Mónaco            | Francia      | 2011        |
| Fulham            | Inglaterra   | 2011-2014   |

## Estadísticas
| Club                          | Temporada     | Liga | Liga  | Copa | Copa  | Europa | Europa | Total | Total |
| Club                          | Temporada     | Ap   | Goles | Ap   | Goles | Ap     | Goles  | Ap    | Goles |
| ----------------------------- | ------------- | ---- | ----- | ---- | ----- | ------ | ------ | ----- | ----- |
| CSK Bamako Malí               | 1997          | ?    | ?     | ?    | ?     | ?      | ?      | ?     | ?     |
| CSK Bamako Malí               | 1998          | ?    | ?     | ?    | ?     | ?      | ?      | ?     | ?     |
| CSK Bamako Malí               | Total         | ?    | ?     | ?    | ?     | ?      | ?      | ?     | ?     |
| OFI Creta · Grecia            | 1998–99       | 21   | 2     | 0    | 0     | 0      | 0      | 21    | 2     |
| OFI Creta · Grecia            | Total         | 21   | 2     | ?    | ?     | 0      | 0      | 21    | 2     |
| Vitesse Arnhem · Países Bajos | 1999-00       | 16   | 2     | 1    | 0     | 1      | 0      | 18    | 2     |
| Vitesse Arnhem · Países Bajos | 2000-01       | 29   | 4     | 3    | 0     | 2      | 0      | 34    | 4     |
| Vitesse Arnhem · Países Bajos | 2001-02       | 24   | 3     | 4    | 0     | 0      | 0      | 28    | 3     |
| Vitesse Arnhem · Países Bajos | Total         | 69   | 9     | 8    | 0     | 3      | 0      | 80    | 9     |
| Olympique de Lyon Francia     | 2002-03       | 28   | 1     | 1    | 0     | 7      | 0      | 36    | 1     |
| Olympique de Lyon Francia     | 2003-04       | 27   | 1     | 0    | 0     | 10     | 0      | 37    | 1     |
| Olympique de Lyon Francia     | 2004-05       | 33   | 2     | 3    | 1     | 9      | 2      | 45    | 5     |
| Olympique de Lyon Francia     | 2005-06       | 31   | 3     | 2    | 1     | 9      | 2      | 42    | 6     |
| Olympique de Lyon Francia     | 2006-07       | 2    | 0     | 0    | 0     | 0      | 0      | 2     | 0     |
| Olympique de Lyon Francia     | Total         | 121  | 7     | 6    | 2     | 35     | 4      | 162   | 13    |
| Real Madrid · España          | 2006-07       | 33   | 3     | 0    | 0     | 7      | 1      | 40    | 4     |
| Real Madrid · España          | 2007-08       | 30   | 0     | 0    | 0     | 6      | 0      | 36    | 0     |
| Real Madrid · España          | 2008-09       | 9    | 0     | 2    | 0     | 3      | 0      | 14    | 0     |
| Real Madrid · España          | 2009-10       | 15   | 0     | 2    | 0     | 3      | 0      | 20    | 0     |
| Real Madrid · España          | 2010-11       | 3    | 0     | 3    | 0     | 2      | 0      | 8     | 0     |
| Real Madrid · España          | Total         | 90   | 3     | 7    | 0     | 21     | 1      | 118   | 4     |
| Mónaco Francia                | 2010-11       | 9    | 0     | 0    | 0     | 0      | 0      | 9     | 0     |
| Mónaco Francia                | Total         | 9    | 0     | 0    | 0     | 0      | 0      | 9     | 0     |
| Fulham Inglaterra             | 2011-12       | 11   | 1     | 0    | 0     | 0      | 0      | 11    | 1     |
| Fulham Inglaterra             | 2012-13       | 8    | 0     | 0    | 0     | 0      | 0      | 8     | 0     |
| Fulham Inglaterra             | 2013-14       | 4    | 0     | 0    | 0     | 0      | 0      | 4     | 0     |
| Fulham Inglaterra             | Total         | 23   | 1     | 0    | 0     | 0      | 0      | 23    | 1     |
| Total carrera                 | Total carrera | 333  | 22    | 21   | 2     | 59     | 5      | 413   | 29    |

## Palmarés

### Campeonatos nacionales
| Título               | Club              | País    | Año  |
| -------------------- | ----------------- | ------- | ---- |
| Ligue 1              | Olympique de Lyon | Francia | 2003 |
| Supercopa de Francia | Olympique de Lyon | Francia | 2003 |
| Ligue 1              | Olympique de Lyon | Francia | 2004 |
| Ligue 1              | Olympique de Lyon | Francia | 2005 |
| Supercopa de Francia | Olympique de Lyon | Francia | 2005 |
| Ligue 1              | Olympique de Lyon | Francia | 2006 |
| Supercopa de Francia | Olympique de Lyon | Francia | 2006 |
| Liga Española        | Real Madrid       | España  | 2007 |
| Liga Española        | Real Madrid       | España  | 2008 |
| Supercopa de España  | Real Madrid       | España  | 2008 |
| Copa del Rey         | Real Madrid       | España  | 2011 |